# Тузьмо-Чаб'я
Тузьмо́-Чаб'я́ (рос. Тузьмо-Чабья) — присілок в Кізнерському районі Удмуртії, Росія.
Населення становить 88 осіб (2010, 98 у 2002).
Національний склад (2002):
- удмурти — 79 %

Урбаноніми:
- вулиці — Зарічна, Садова